# Ngô Câu Ti
Ngô Câu Ty (chữ Hán: 吳句卑), là vị vua thứ 17 của nước Ngô thời Xuân Thu trong lịch sử Trung Quốc.
Ông mang họ Cơ, là con của Ngô Phả Cao – vua thứ 16 nước Ngô.
Theo Sử ký, trong thời gian Ngô Câu Ty làm vua, nước Ngu - vốn là một nhánh con cháu của Ngô Trọng Ung, tách ra từ đời Ngu Trọng, em của Ngô Chu Chương - bị nước Tấn diệt năm 654 TCN. Nước Ngu bị Tấn Hiến công lừa, cho nước Tấn mượn đường đánh nước Quắc, sau đó Tấn diệt luôn Ngu.
Như vậy chỉ có thể xác định Ngô Câu Ty làm vua trước và sau năm 654 TCN. Không rõ ông mất năm nào, nhưng người nối nghiệp ông là Ngô Khứ Tề được xác định mất năm 586 TCN. Như vậy thời gian làm vua của cha con ông kéo dài khoảng 70 năm.
Sau khi ông mất, con ông là Cơ Khứ Tề lên nối ngôi.